# Синеньское муниципальное образование (Саратовский район)
Синеньское муниципальное образование — упразднённое сельское поселение в Саратовском районе Саратовской области Российской Федерации.
Административный центр — село Синенькие.

## История
Статус и границы сельского поселения установлены Законом Саратовской области от 29 декабря 2004 года № 113-ЗСО «О муниципальных образованиях, входящих в состав Саратовского муниципального района».
Законом Саратовской области от 02.04.2021 № 41-ЗСО, муниципальное образование к 15 апреля 2021 года упразднено, а входившие в его состав населённые пункты переданы в состав городского округа Саратова.

## Население
| 2010  | 2011  | 2012  | 2013  | 2014  | 2015  | 2016  |
| ----- | ----- | ----- | ----- | ----- | ----- | ----- |
| 2921  | ↘2920 | ↗2934 | ↘2932 | ↗2980 | ↗2995 | ↘2956 |
| 2017  | 2018  | 2019  | 2020  | 2021  |       |       |
| ↘2944 | ↘2892 | ↘2829 | ↗2835 | ↗2837 |       |       |

## Состав сельского поселения
| № | Населённый пункт | Тип населённого пункта       | Население |
| - | ---------------- | ---------------------------- | --------- |
| 1 | Бабановка        | село                         | 0         |
| 2 | Горючка          | железнодорожный разъезд      | 17        |
| 3 | Есеевка          | деревня                      | 16        |
| 4 | Крутец           | деревня                      | 9         |
| 5 | Пудовкино        | село                         | ↘143      |
| 6 | Сергиевский      | посёлок                      | ↗1387     |
| 7 | Синенькие        | село, административный центр | ↘1187     |
| 8 | Формосово        | деревня                      | 11        |
| 9 | Широкий Буерак   | село                         | ↘151      |